# Чибелли, Энрико
Энрико Чибелли (род. 10 декабря 1987 года в Сан-Марино) — футболист из Сан-Марино, играющий на позиции полузащитника за «Тре Пенне», выступал за национальную сборную Сан-Марино.

## Клубная карьера
Его первым клубом был «Сан-Марино», выступающий в системе лиг Италии. С сезона 2004/05 он начал выступать в «Тре Пенне». В 2009 году он стал лучшим молодым игроком Сан-Марино. В 2010 году он дебютировал в еврокубках, его команда проиграла боснийскому «Зрински» в квалификации Лиги Европы 2010/11 с общим счётом 3:13. В сезонах 2011/12 и 2012/13 он выигрывал чемпионат Сан-Марино и Суперкубок Сан-Марино 2013, забив два гола в финальном матче против «Ла Фиорита» (2:1). В 2012 году получил Хрустальный мяч как лучший игрок года в Сан-Марино. В квалификации Лиги чемпионов 2013/14 его команда с минимальным счётом обыграла армянский «Ширак» — это была первая победа «Тре Пенне» в официальных турнирах под эгидой УЕФА.

## Карьера в сборной
В 2004—2005 годах он играл за юношескую сборную Сан-Марино до 19 лет. В 2005—2008 годах он провёл 11 матчей в составе сборной U-21, в которых забил один гол в ворота Венгрии (поражении 1:6) в отборочном матче чемпионата Европы 2009 года.
15 октября 2008 года он дебютировал в составе основной сборной Сан-Марино, проиграв со счётом 4:0 Северной Ирландии в отборочном матче чемпионата мира 2010.